# Ефремов, Василий Сергеевич
Васи́лий Серге́евич Ефре́мов (1 (14) января 1915, Царицын — 19 августа 1990, Киев) — командир эскадрильи 10-го гвардейского бомбардировочного авиаполка 270-й бомбардировочной авиадивизии 8-й воздушной армии Южного фронта, гвардии капитан. Дважды Герой Советского Союза.

## Биография
Родился 14 января 1915 года в Царицыне в семье рабочего. Русский.
В 1929 году окончил 7 классов и в 1932 году — школу фабрично-заводского ученичества в Сталинграде.

### Служба в Красной Армии до Великой Отечественной войны
В Красной Армии с 1934 года.
В 1937 году окончил Сталинградскую военную авиационную школу лётчиков.
Участвовал в Советско-финской войне 1939—1940 годов в качестве лётчика-бомбардировщика, командира авиационного звена.

### Великая Отечественная война
Во время Великой Отечественной войны, с июня 1941 года по сентябрь 1944 года, Ефремов был командиром авиазвена, заместителем командира и командиром авиаэскадрильи 10-го гвардейского бомбардировочного авиаполка. Участвовал в боях на Юго-Западном, Сталинградском, 4-м Украинском и 3-м Белорусском фронтах.
В боях за родной Сталинград Ефремов совершил 198 боевых вылетов, уничтожил 5 железнодорожных эшелонов, 15 автомашин с военными грузами, 11 самолётов и много другой боевой техники. В период Сталинградского сражения ему приходилось подниматься в воздух и вести бой по несколько раз в день.
К февралю 1943 года командир эскадрильи 10-го гвардейского бомбардировочного авиаполка (270-я бомбардировочная авиадивизия, 8-я воздушная армия, Южный фронт) гвардии капитан Ефремов совершил 293 боевых вылета на бомбардировку скоплений живой силы и боевой техники противника.
Указом Президиума Верховного Совета СССР от 1 мая 1943 года за образцовое выполнение боевых заданий по бомбардировке и разведке противника и проявленные при этом героизм и отвагу Ефремову Василию Сергеевичу присвоено звание Героя Советского Союза с вручением ордена Ленина и медали «Золотая Звезда» (№ 733).
Экипаж самолёта под командованием В. С. Ефремова уничтожил 32 самолёта противника на аэродромах и 4 в воздушном бою.
Указом Президиума Верховного Совета СССР от 24 августа 1943 года за 340 успешных боевых вылетов гвардии капитан Ефремов Василий Сергеевич награждён второй медалью «Золотая Звезда».

### После войны
В 1949 году, окончив Военно—воздушную академию, подполковник В. С. Ефремов служил заместителем командира авиаполка, затем — лётчиком-испытателем. Овладел полётами на многих типах самолётов в различных метеорологических условиях.
С 1960 года полковник Ефремов В. С. — в запасе, а затем — в отставке.
Прославленному воздушному бойцу была доверена высокая честь — нести факел с Вечным огнём на Мамаев курган во время торжественного открытия Памятника—ансамбля «Героям Сталинградской битвы».
Решением Волгоградского городского Совета народных депутатов от 7 мая 1980 года «за особые заслуги, проявленные в обороне города и разгроме немецко-фашистских войск в Сталинградской битве» Василию Сергеевичу Ефремову присвоено звание «Почётный гражданин города-героя Волгограда».
Заслуженный ветеран жил в столице Украины — городе-герое Киеве, где и скончался 19 августа 1990 года. Согласно завещанию, похоронен в Волгограде, на Мамаевом кургане.

## Политическая деятельность
- Член ВКП(б) (впоследствии КПСС) с 1943 года.

## Память

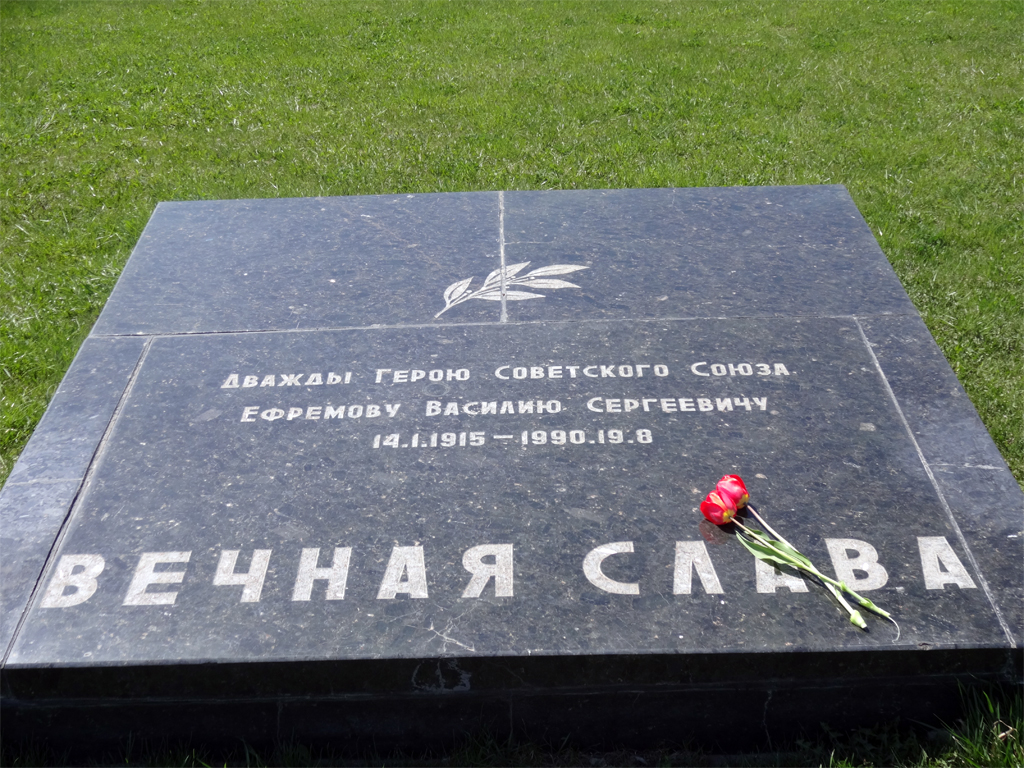
Мемориальная плита В. С. Ефремова на Мамаевом кургане в Волгограде.

- В городе-герое Волгограде в сквере у здания медицинского университета, там где Аллея Героев пересекает проспект имени В. И. Ленина, на высоком постаменте в 1952 году установлен бронзовый бюст Дважды Героя Советского Союза.
- Именем дважды Героя названа улица в Волгограде[2].
- Плита на могиле на Мамаевом кургане.

## Награды и звания
- Медаль «Золотая Звезда» Героя Советского Союза № 733 (1 мая 1943 года);
- медаль «Золотая Звезда» Дважды Героя Советского Союза № 8 (24 августа 1943 года);
- два Ордена Ленина;
- орден Красного Знамени;
- два Ордена Отечественной войны 1-й степени;
- два Ордена Красной Звезды;
- медали.
- Почётный гражданин Волгограда (7 мая 1980 года).

## Сочинения
- Эскадрильи летят за горизонт. (Литературная обработка А. Хорунжий). — М., 1984.